# مينخيبار
بلدية منجبار (بالإسبانية: Mengíbar) هي بلدية تقع في مقاطعة خاين التابعة لمنطقة أندلوسيا جنوب إسبانيا.

## الديموغرافيا
بلغ عدد سكان بلدية منجبار 9.732 نسمة عام 2011 (وفقاً للمعهد الوطني للإحصاء الإسباني).
| 8.563 | 8.535 | 8.745 | 9.048 | 9.222 | 9.572 | 9.732 |